# Castor (genre)
Pour les articles homonymes, voir Castor (animal) et Castor.
Genre
Espèces de rang inférieur
- Castor canadensis Kuhl, 1820
- Castor fiber Linnaeus, 1758

Castor est un genre de rongeurs semi-aquatiques et le seul genre actuel de la famille des Castoridae. Il compte deux espèces, le Castor d'Europe (Castor fiber), présent en Eurasie, et le Castor du Canada (Castor canadensis), naturellement présent en Amérique du Nord et récemment introduit en Amérique du Sud.
Les castors contemporains sont surtout connus pour les barrages, les digues et les huttes qu'ils construisent sur le cours des rivières. Ce sont les seules espèces à produire et entretenir des zones humides ; ils contribuent ainsi à la diversification des habitats. Ils ont été chassés depuis l'Antiquité, ce qui a conduit les deux espèces encore vivantes au bord de l'extinction. Les populations se reconstituent peu à peu grâce aux plans de conservation et elles ne sont plus considérées comme menacées au début du XXIe siècle.
Il ne faut pas confondre les espèces de ce genre avec deux rongeurs d'aspect comparable appelés aussi « castor » dans le langage courant : le ragondin (Myocastor coypus) et le castor de montagne (Aplodontia rufa).

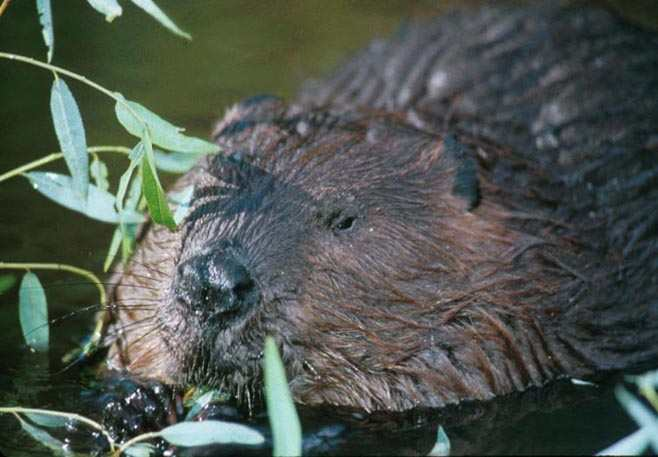
Le castor est un mammifère semi-aquatique.

## Liste des espèces
- habitat actuel de C. canadensis.

- habitat actuel de C. fiber.

- emplacements de fossiles de C. californicus †.

Selon Mammal Species of the World (version 3, 2005)  (4 nov. 2012), ITIS (4 nov. 2012) et NCBI (4 nov. 2012) :
- Castor canadensis Kuhl, 1820 ;
- Castor fiber Linnaeus, 1758.

Selon Paleobiology Database (4 nov. 2012) :

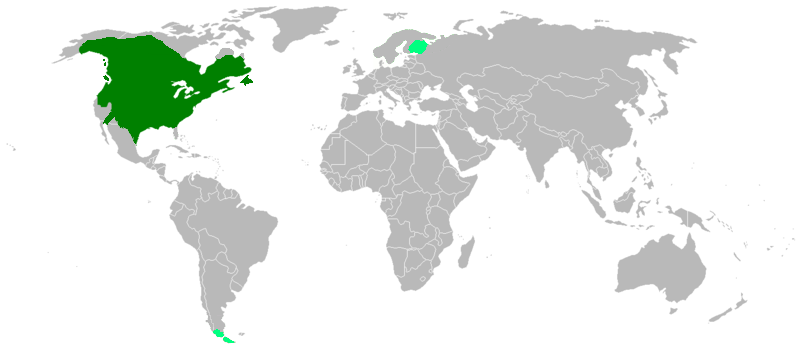
habitat actuel de C. canadensis.

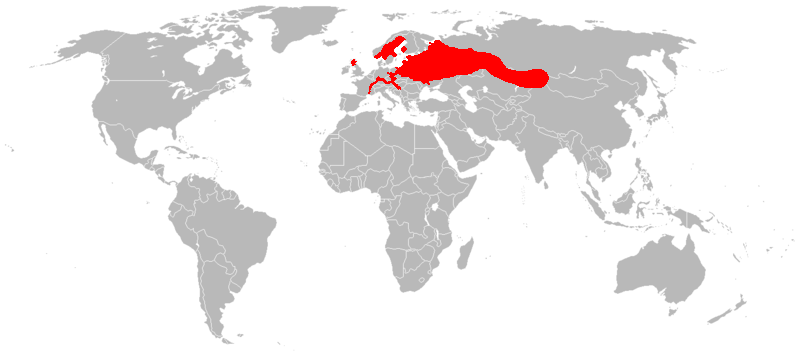
habitat actuel de C. fiber.

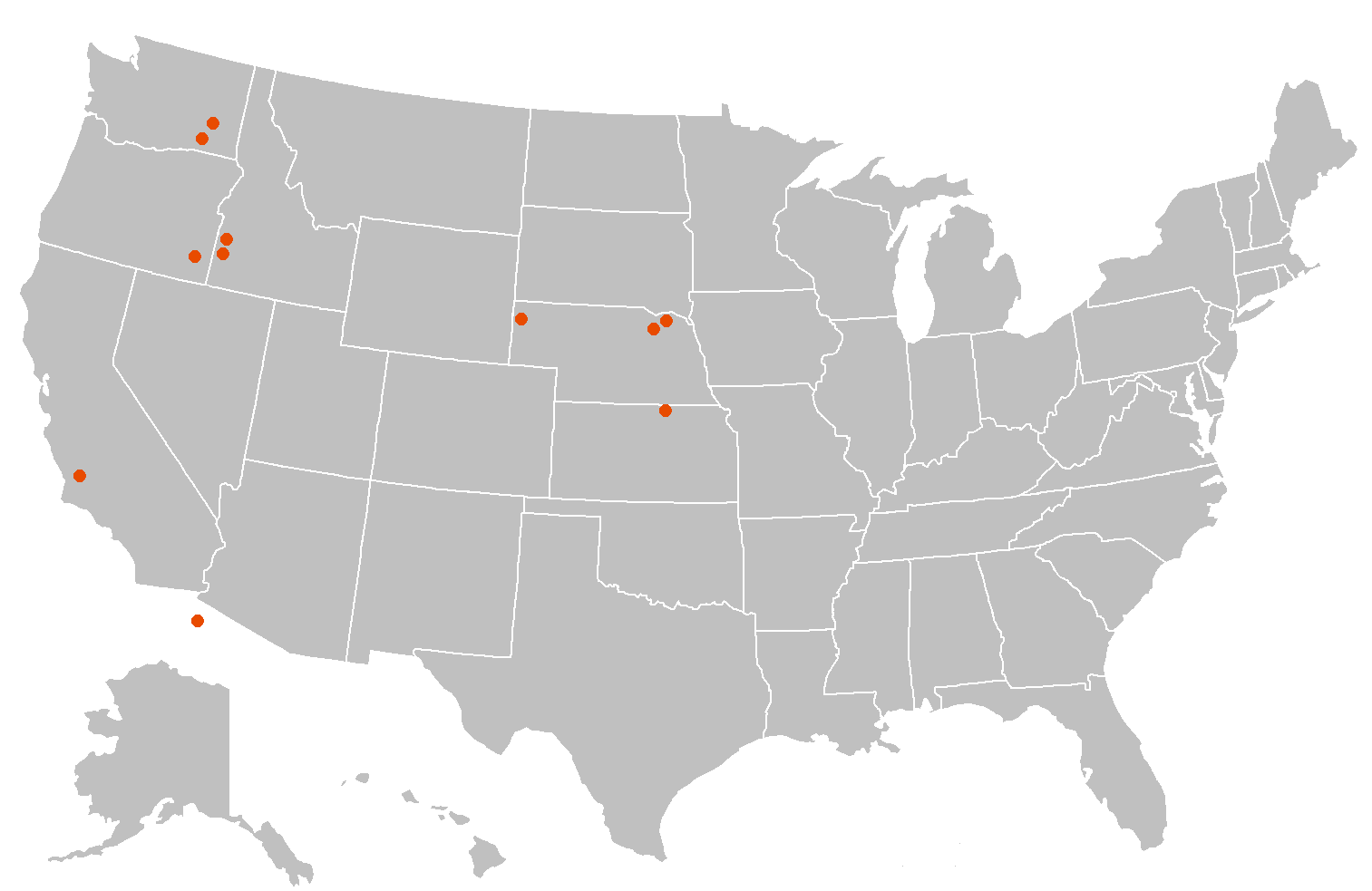
emplacements de fossiles de C. californicus.

- Castor anderssoni (espèce éteinte) ;
- Castor californicus (en) (espèce éteinte) ;
- Castor canadensis ;
- Castor fiber.

## Différences et similitudes entre castors nord-américains et eurasiatiques

### Différences entre l'espèce nord-américaine et l'espèce eurasiatique
Il s'agit d'espèces génétiquement différentes sans possibilité d'hybridation.
Quelques différences interspécifiques ont été scientifiquement observées là où (à la suite d'introductions) les deux espèces cohabitent (en Finlande et Russie,) :
- le castor nord-américain semble plus résistant que son cousin européen dans les zones très froides[5] ; mais ailleurs, là où les deux espèces coexistent, le castor nord-américain ne supplante pas toujours l'eurasien notait Danilov en 1995[7] ;
- il est sexuellement plus précoce[5],[6] ;
- il produit des portées en moyenne plus nombreuses que son homologue eurasien[5],[6] ;
- son activité de constructions est plus intense (barrages en moyenne plus nombreux et plus hauts et larges) ;
- de subtiles différences de préférence alimentaires semblent exister, éventuellement aussi liées au contexte édaphique (voir § « alimentation » plus bas).

### Similitude entre l'espèce nord-américaine et l'espèce eurasiatique
Il n'existe pas de différence nette et fiable de forme, taille, poids ou couleur.
En grande partie, leur comportement est similaire, mais quelques indices de différences engagent à une prudence minimale quand la littérature américaine est utilisée à propos du castor eurasien. Néanmoins, même si le castor américain est un aménageur plus entreprenant, les scientifiques s'accordent sur le fait que leurs effets environnementaux sont comparables, ce qui permet selon Macdonald et al. (1995) de transférer les résultats des études relatives à l'impact environnemental du castor nord-américain (nettement plus nombreuses en Amérique jusque dans les années 1990,) sur les biocénoses aux contextes européens quand les milieux sont comparables. Depuis que le castor européen réoccupe de nombreux cours d'eau en Europe, le nombre d'études relatives à cette espèce augmente, de même plusieurs études poussées ont accompagné certains projets de réintroduction (en Angleterre, Écosse notamment).

## Description

### Morphologie

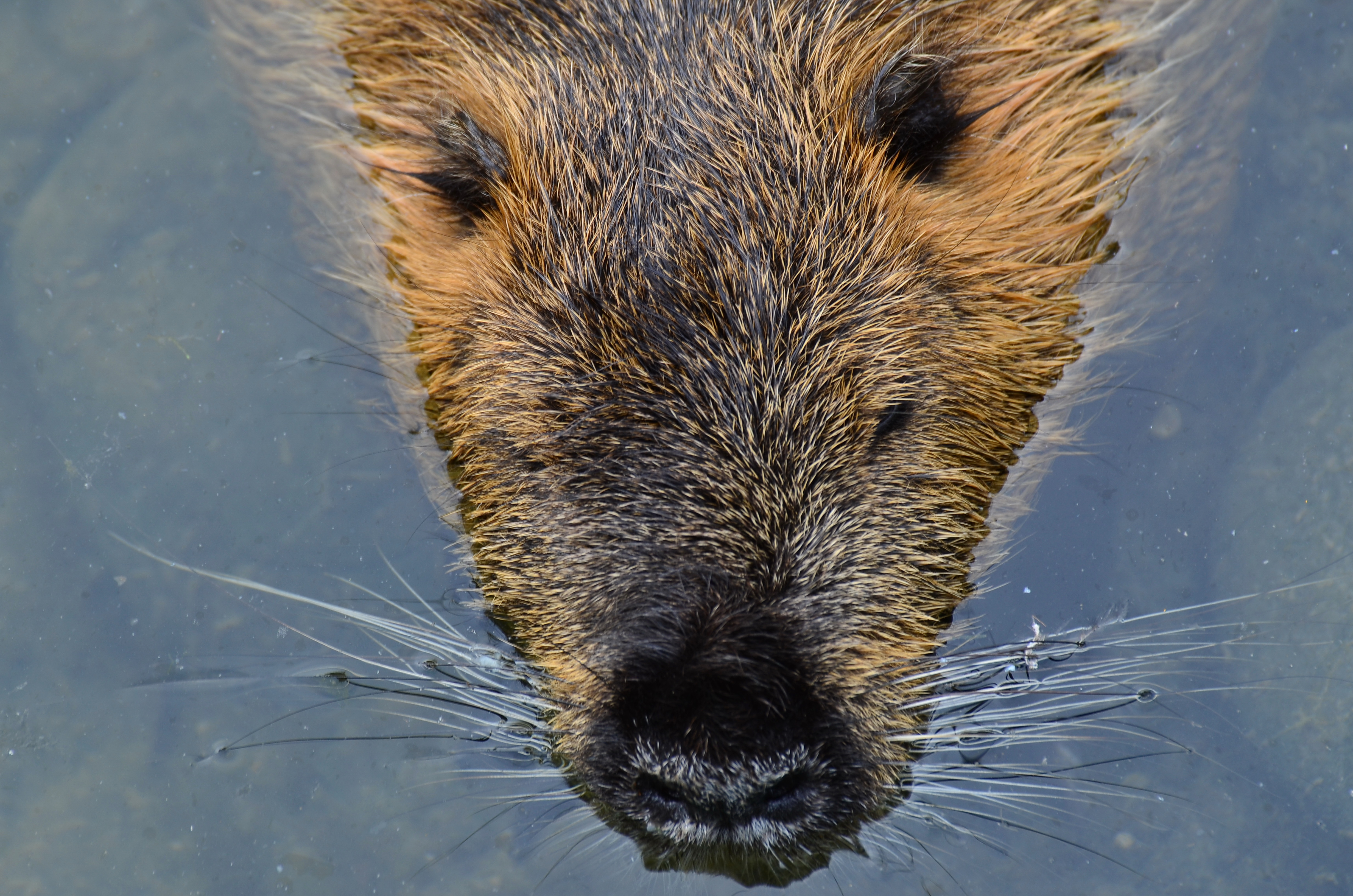
Les narines obturables du castor et ses vibrisses lui permettent de facilement se déplacer sous l'eau et de nuit.

Le castor est particulièrement adapté à la vie amphibie grâce à une fourrure épaisse et imperméable, de grandes pattes postérieures palmées et une queue large et aplatie de forme ovale, couverte d'écailles, qui lui sert de gouvernail lors de la nage.
Il n'existe pas de différences externes notables entre mâle et femelle.
Avec plus d'un mètre de long pour un poids de plus de 30 kg, c'est le plus grand rongeur d'Eurasie et d'Amérique du Nord et le deuxième plus gros rongeur au monde après le capybara qui pèse plus de 60 kg et vit en Amérique du Sud.
- Castor eurasien : poids de 13 à 35 kg ; longueur de 73 à 135 cm[10].
- Castor du Canada : poids de 13 à 32 kg ; longueur de 90 à 117 cm[11].
  - Le Castor canadien est morphologiquement proche de son cousin européen, mais possède huit chromosomes de moins, présente un pelage plus foncé et un os nasal crânien aux bords plus convexes.
  - Il est réputé pour ses barrages de bois colmatés par de la terre qu'il construit dans les rivières où il vit.

### Longévité

#### Castor d'Europe
Les castors d'Europe peuvent vivre de dix à dix-sept ans mais vivent rarement plus de sept à huit ans dans la nature. En captivité, certaines sources suggèrent que les castors peuvent vivre jusqu'à 35 ans et devraient atteindre l'âge de 24 ans. Cependant, ces âges ne sont pas confirmés. Un record confirmé de longévité en captivité du Castor fiber était de 13,7 ans. (Base de données AnAge, 2009 ; Ducroz, et al., 2005 ; Long, 2003 ; Nolet, 2000 ; Nowak, 1999).

#### Castor du Canada
Dans des conditions favorables, les castors du Canada produiront leur première portée à deux ou trois ans. La durée de vie moyenne d'un castor dans la nature est de 10 à 20 ans. Bien que sa taille le protège de la plupart des prédateurs, la durée de vie d'un castor peut être réduite par les prédateurs, le plus souvent les humains, les loups et les coyotes. Les parasites et les maladies jouent également un rôle dans la mortalité. (Whitaker et Hamilton, 1998 ; Frazier, 1996 ; Whitaker et Hamilton, 1998).

### Thermorégulation
Des groupes de castors vivent dans des environnements arides et chauds en Arizona et d'autres dans des environnements très froids en hiver.
Quand il fait chaud, le castor se rafraichit régulièrement dans l'eau ou y trempe sa queue qui semble jouer un rôle de thermorégulation.
Quand il fait froid, le castor dispose de sa fourrure et de réserves de graisse, mais aussi — selon MacArthur & Dick (1990) — il « tempère l'effort thermogène requis dans l'eau en adoptant une stratégie thermorégulatrice qui combine la restriction des périodes d'immersion et la tolérance au refroidissement passif. »

### Vision
Ils ont une bonne vision nocturne et sont assistés dans leurs déplacements nocturnes ou dans la hutte ou le terrier d'un excellent odorat, d'une bonne ouïe et de moustaches et vibrisses situées sur les sourcils.
La vision des deux espèces existantes de castor a été étudiée. Les castors semblent peu s'intéresser aux couleurs lors des expériences faites avec eux, mais les discriminent, ce qui confirme qu'ils ne sont pas à classer parmi les animaux nocturnes, comme le laissent penser en effet leur activité estivale et leur adaptation aux milieux boréaux où, en été, le soleil de minuit éclaire presque 24h/24.

### Denture
La denture du castor est typique des rongeurs. Il ne possède pas de canines et ses incisives particulièrement développées, à croissance continue et taillées en biseau, lui permettent efficacement de ronger le bois des arbres.
La mâchoire et la denture du castor sont parfaitement adaptées à la fois à l'écorçage et à la coupe du bois. C'est unique dans le monde des mammifères.

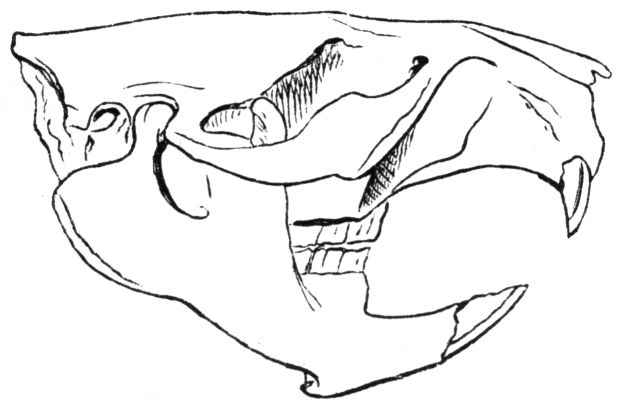
Dessin des os de la tête.
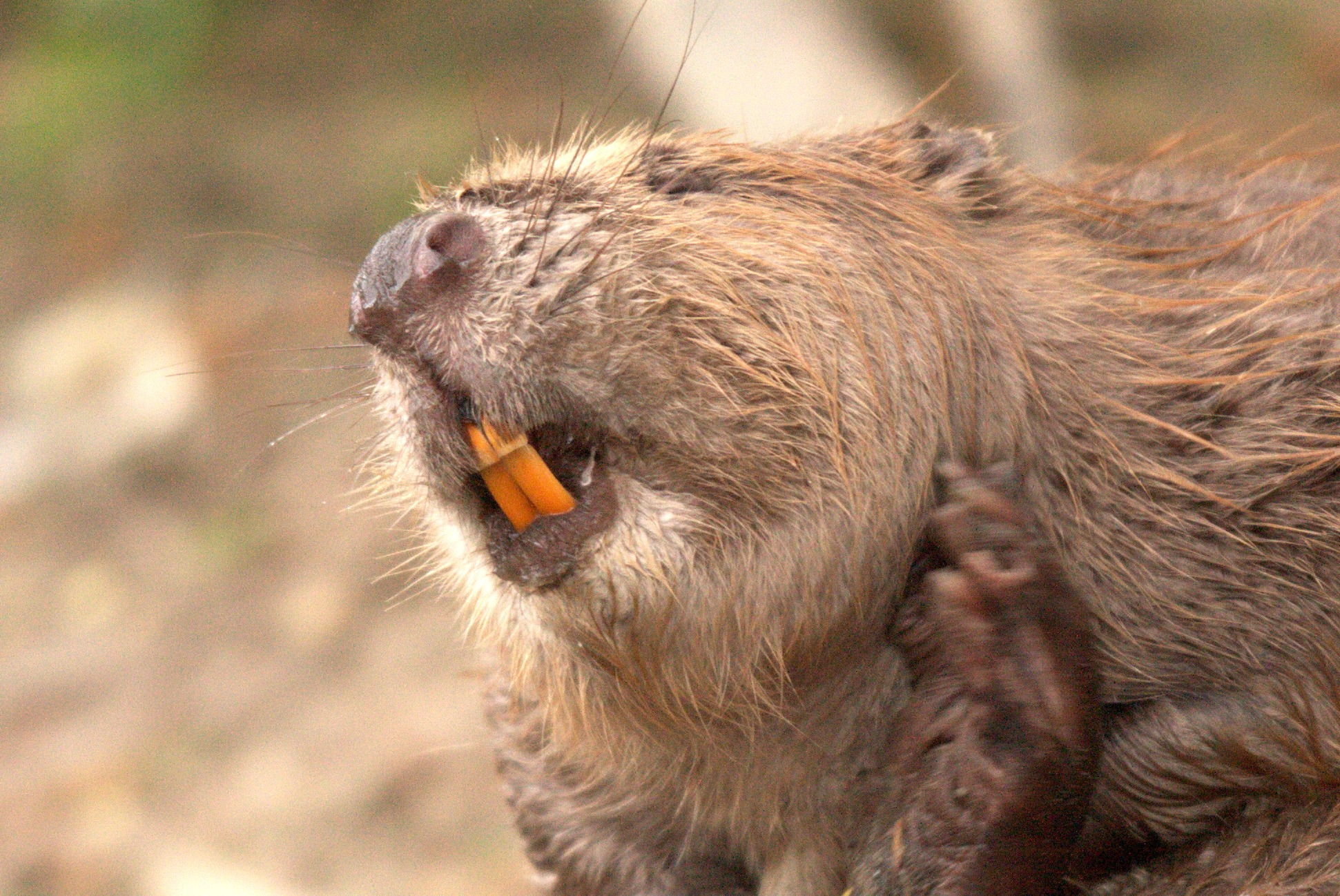

### Squelette

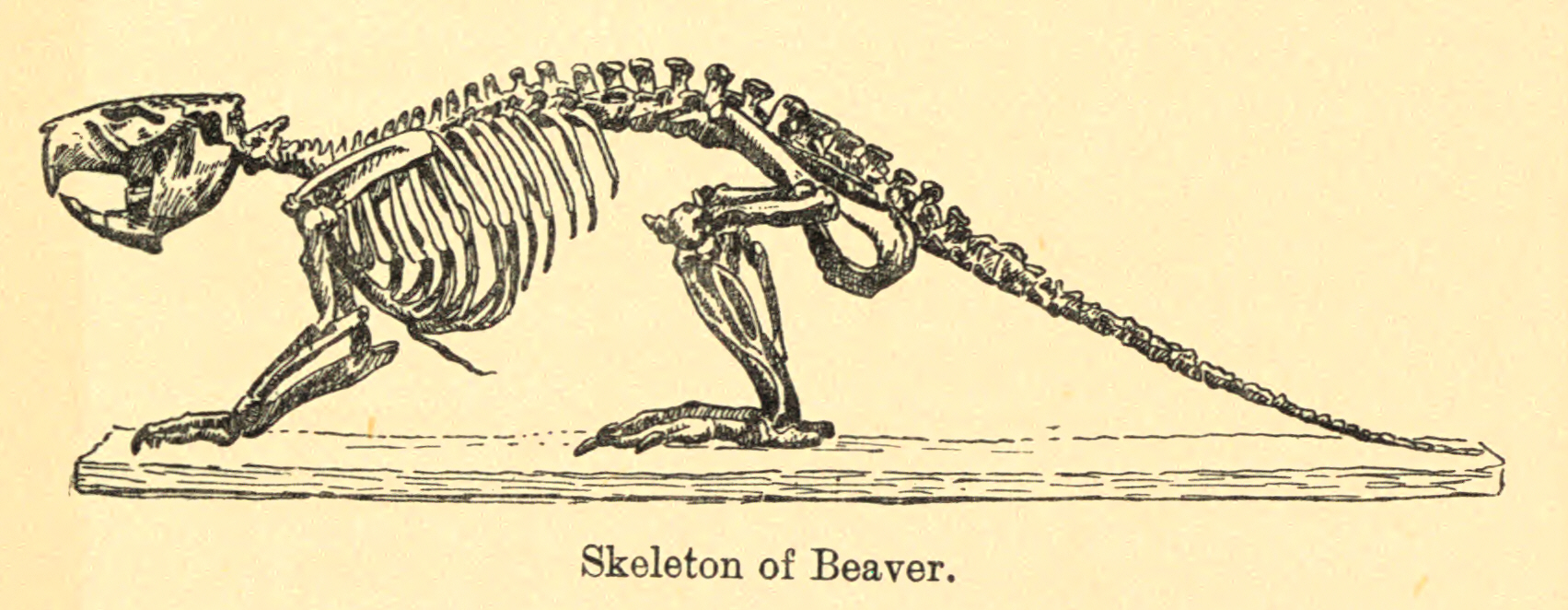
Squelette du Castor.

## Mode de vie

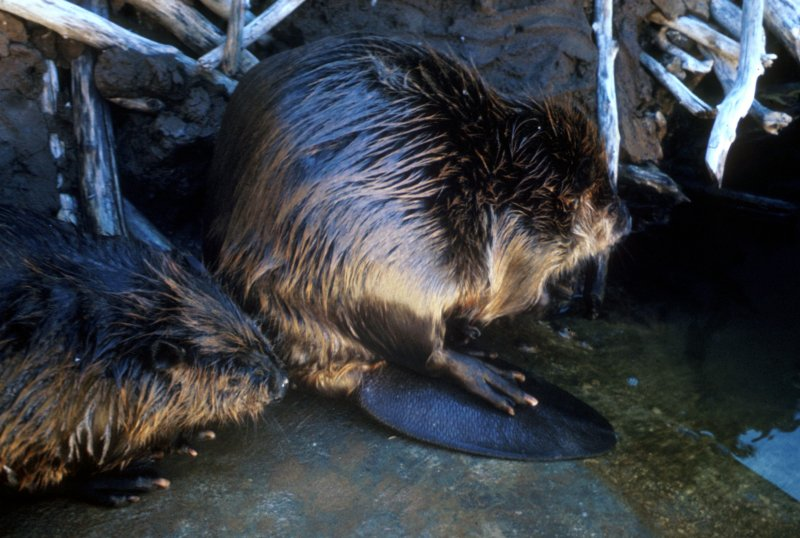
Sa queue plate lui est très utile sous l'eau, dans les courants, ou lorsqu’il doit positionner les branches de son barrage.

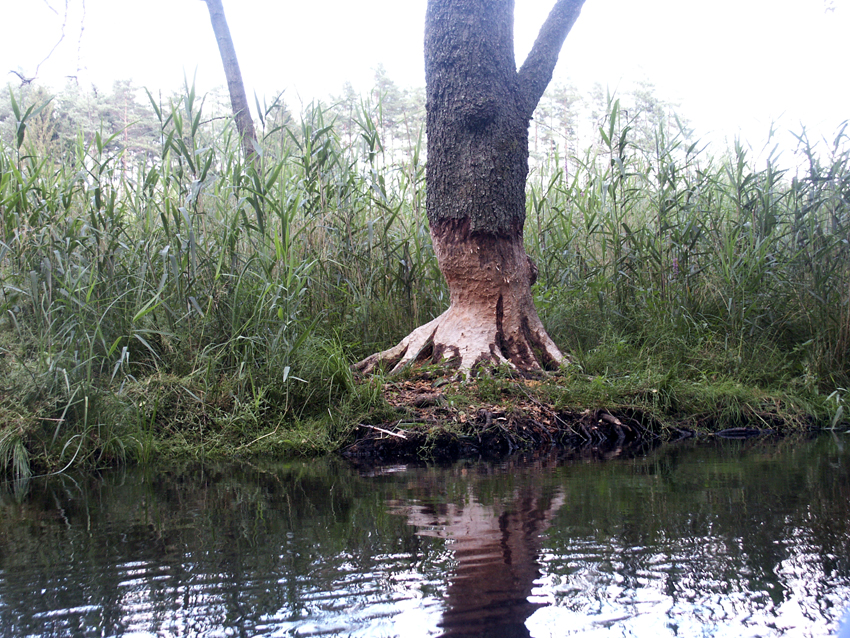
Le castor, dont les incisives sont aussi aiguisées qu'un bon ciseau à bois peut couper des arbres assez épais, mais il s'agit alors d'essences à bois tendre.

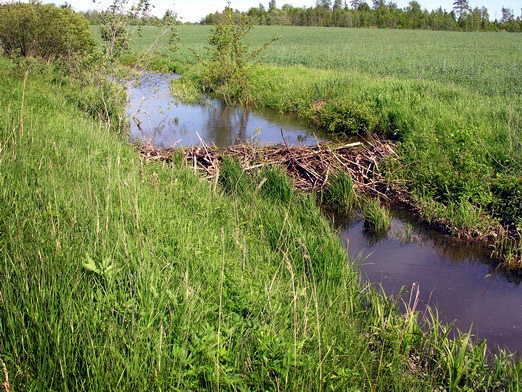
Contrairement à une idée répandue, le castor n'a pas toujours besoin d'un milieu densément boisé ni d’une eau de très bonne qualité. Ici (en Lituanie) il a colonisé des fossés agricoles de drainage qu'il contribue à maintenir en eau en été.

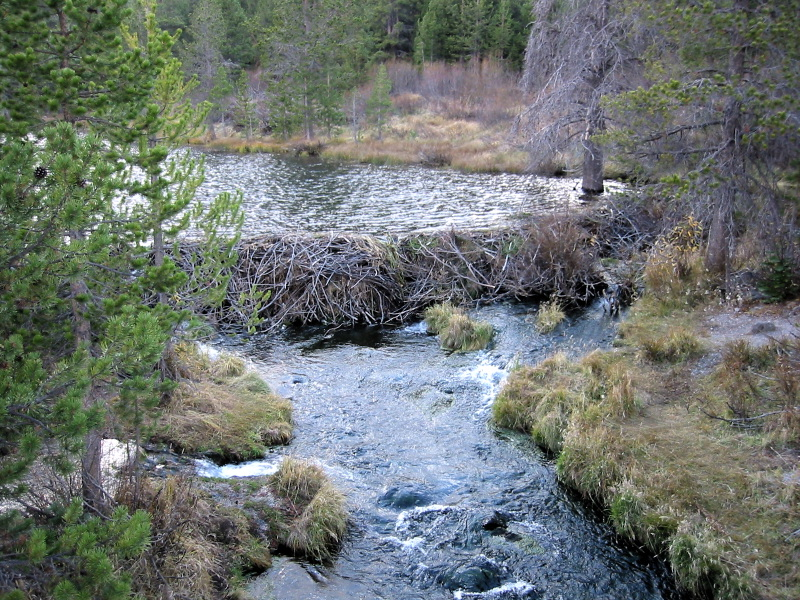
Barrage caractéristique de castor, ici dans le Lassen Volcanic National Park (Canada). Dans les milieux boisés alluviaux, le castor « ouvre » de petites clairières inondées, ce qui favorise une biodiversité plus importante.

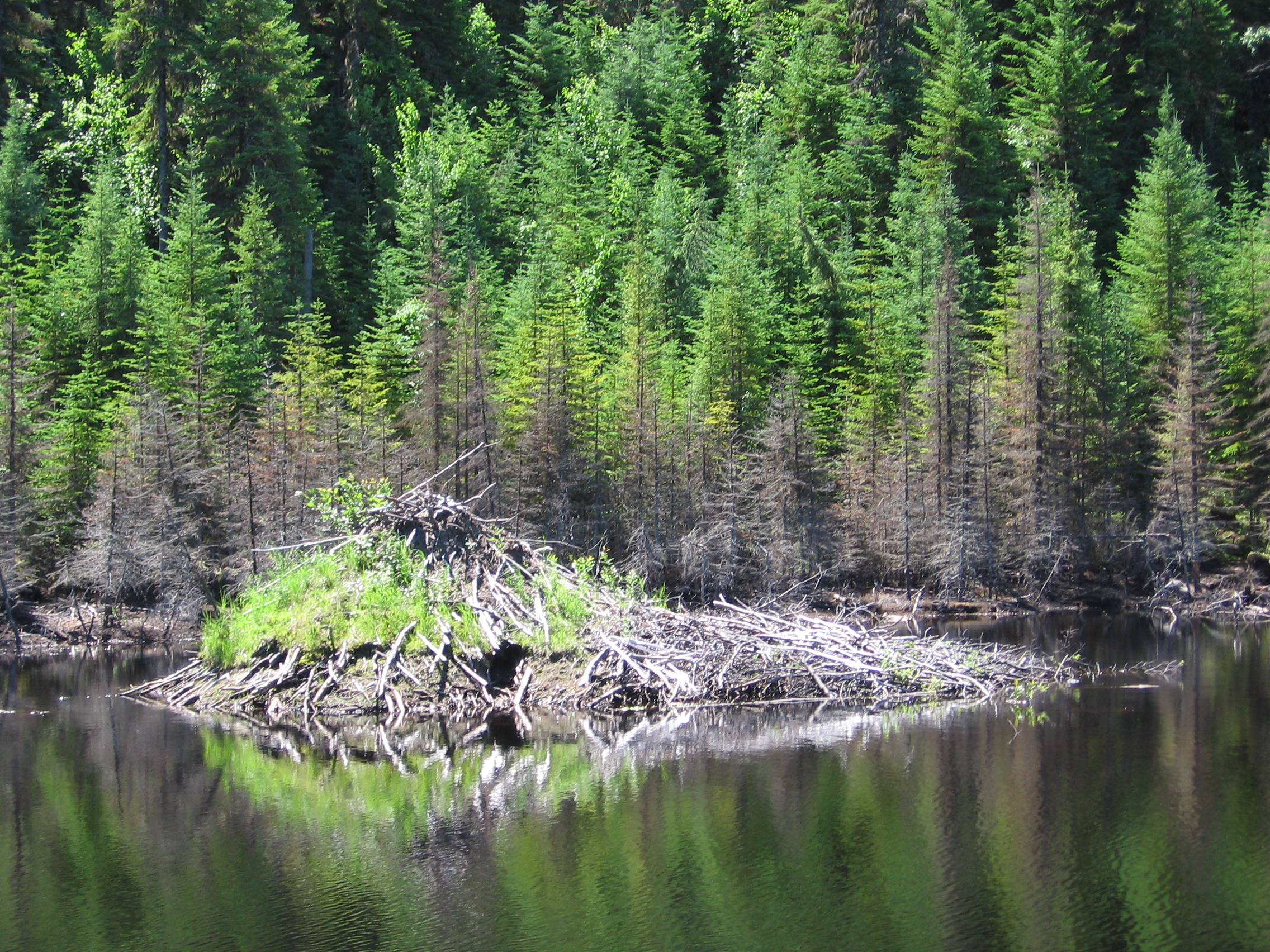
Hutte de castor près de Saguenay, au Québec.

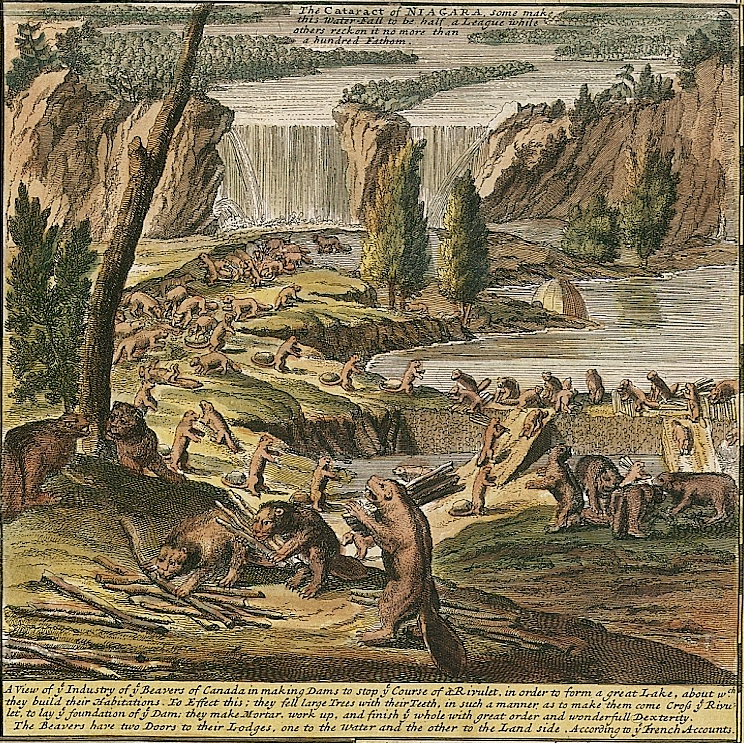
Le travail des castors, en aval des chutes du Niagara, tel qu'imaginé par l'européen (Herman Moll) qui en 1654 n'en avait sans doute jamais vu (Le castor ne transporte pas de pierres ou mottes de terre sur sa queue).

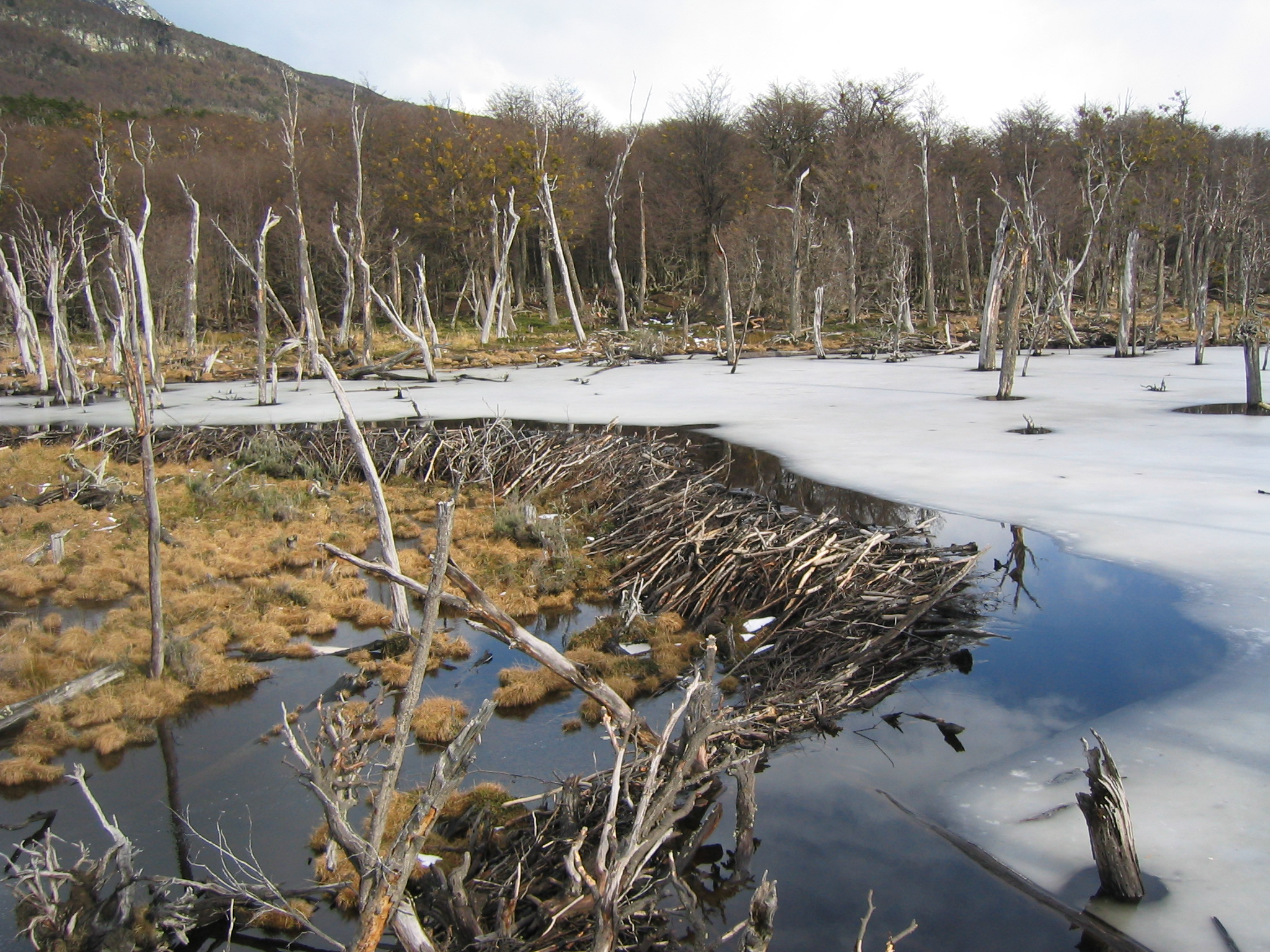
Le castor introduit en Terre de feu pour sa fourrure et y est devenu invasif ; les arbres locaux (Nothofagus notamment), contrairement aux arbres de l'hémisphère nord ne recèpent pas (ou mal) quand ils sont coupés par le castor (ici près d'Ushuaïa en Argentine).

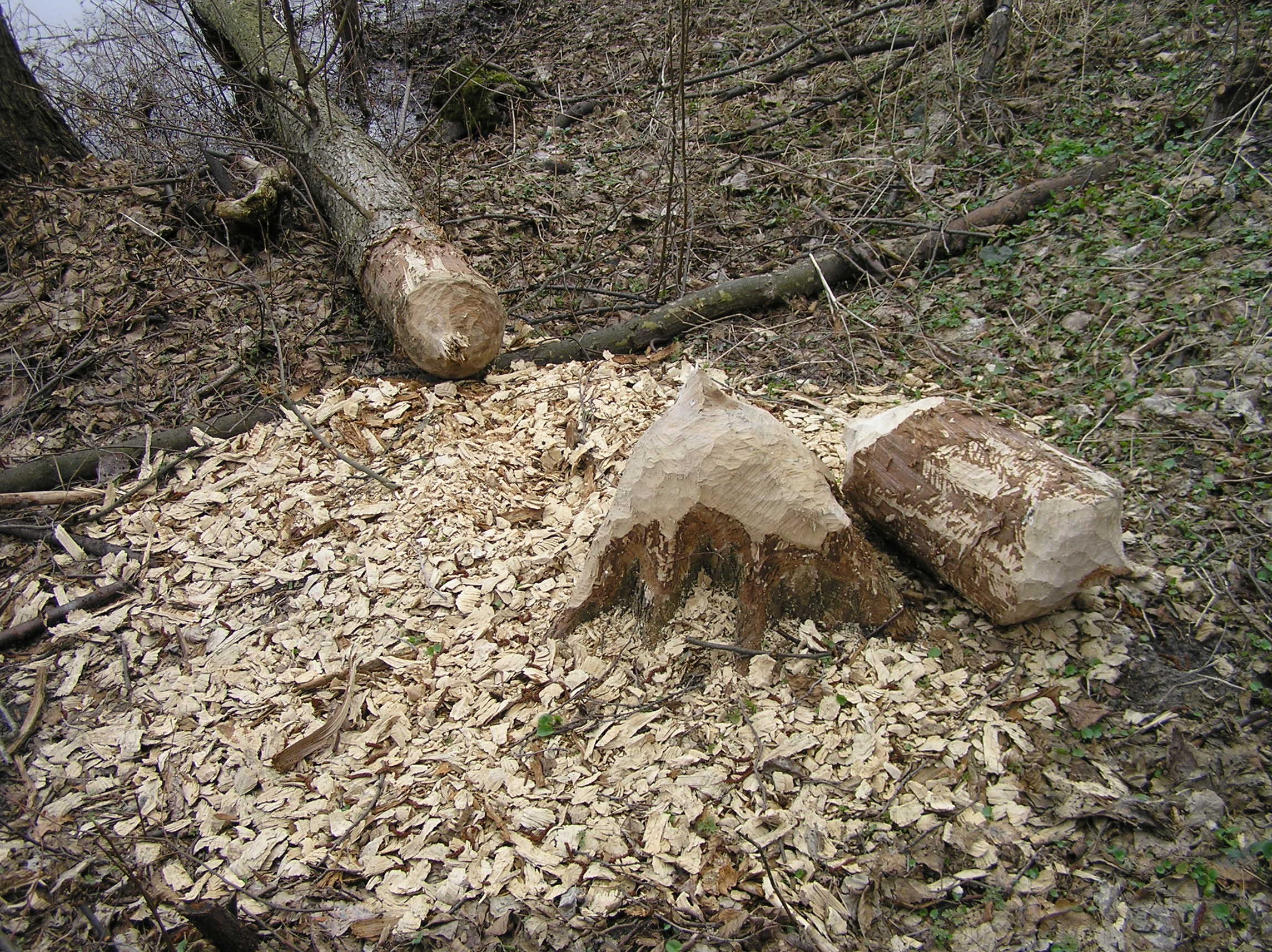
Bûche et copeaux non consommés serviront d'aliment à de nombreux invertébrés et champignons et formeront un humus propice à la repousse des arbres.

Les mœurs aquatiques du castor, sa queue écailleuse (près des trois quarts du cuir de la queue sont recouverts d'« écailles » cornées sombres) et ses pattes postérieures palmées ont longtemps fait penser que sa partie postérieure était apparentée aux poissons. En 1737, Georges Buffon disait alors que le castor est « le seul qui ressemble aux animaux terrestres par les parties antérieures de son corps, et paraisse en même temps aquatique par les parties postérieures. Il fait la nuance des quadrupèdes aux poissons. »
Principalement actif la nuit, le castor est réputé pour avoir une mauvaise vue, mais un bon odorat et l'ouïe fine.
Il n'existe pas en français de terme spécifique pour les cris du castor, qui crie, soupire, et peut émettre également des plaintes, des gémissements ou des murmures.

### Alimentation
Le castor est exclusivement herbivore.
Les castors nord-américains et eurasiens mangent le même type de plantes, avec une proportion comparable d'essences ligneuses, mais là où ils coexistent dans certains territoires d'Europe du nord et de Russie, quelques spécialistes ont noté de subtiles différences : Danilov remarque que le castor nord-américain apprécierait plus l'aulne (Alnus incana L. en Amérique du Nord), et plus au sud il substitue plus volontiers le bouleau aux salicacées que ne le ferait son cousin européen.
Le castor est cæcotrophe (comme la marmotte), c’est-à-dire qu'il digère deux fois ses aliments en ravalant ses crottes molles.
Selon les saisons, il se nourrit d'écorces tendres (en hiver, essentiellement à partir de branches qu'il a accumulées dans une réserve sous l'eau) puis (à partir de la fin du printemps) de pousses, de fruits, d'herbe, de feuilles… Il peut aussi consommer des lentilles d'eau et des plantes aquatiques immergées ou leurs rhizomes (rhizomes de nénuphars par exemple).
Il abat les arbres (parfois jusqu'à 1 m de diamètre environ) pour accéder aux feuilles en utilisant ses incisives très tranchantes. Ses incisives poussent en permanence et il les aiguise en frottant celles du haut contre celles du bas, comme tous les rongeurs.

### Habitat et activité constructrice
Le castor est une espèce-ingénieur, le seul mammifère (avec l'Homme) qui aménage et construise à ce point son habitat.
Les barrages et les huttes sont construits avec du bois mort ou récemment coupé par lui, de différents diamètres. Pour cela le castor abat principalement les arbres à bois tendre tels le bouleau, le saule, le peuplier (le tremble notamment) mais il coupe parfois aussi des bois plus durs comme le chêne ou le frêne (ou plus rarement des résineux et quasiment jamais les aulnes[réf. nécessaire]. Les interstices entre les morceaux de bois sont colmatés avec de la terre qu'il tasse avec ses mains (et non pas avec la queue qu'il utiliserait comme une truelle comme on l'a longtemps cru ou raconté).
Selon Aeschbacher and Pilleri (1983) qui ont étudié l'activité constructrice de castors canadiens en captivité, ces derniers travaillent habituellement solitairement, sauf en cas d'incident ou accident majeur risquant de mettre en péril le barrage par exemple, ou le toit de la hutte ; dans ce cas les castors travaillent en famille, et un comportement plus collectif de construction continue alors à être observé jusqu'à ce que la réparation soit complète.
Lorsqu'un territoire est épuisé, la famille se déplace pour chercher une nouvelle zone riche en nourriture. Les berges délaissées se reboiseront progressivement pour redonner après quelques années un nouveau territoire nourrissant. Lorsque les petits sont chassés de la cellule familiale, ils partent à la recherche de nouvelles zones à coloniser, et d'un(e) partenaire pour fonder une nouvelle famille.

#### Milieu de vie
Le castor associe la ripisylve (et des zones d'herbacées) à l'eau dans laquelle il passe beaucoup de temps (il peut rester sous l'eau 15 minutes en apnée) et ne s'éloigne presque jamais de plus de 30 mètres de la berge, mais il a besoin de bois et surtout de salicacées ; surtout le saule en Europe et du tremble (Populus tremuloides) au Canada (selon une étude des colonies de castors dans 136 lacs (environ 1 830 km de berges) et 45 sections de ruisseaux (145 km au total) du nord de la Colombie-Britannique, le principal paramètre expliquant la présence/absence d'une colonie de castors était l'abondance de P. tremulus près de l'eau. Entretenir et restaurer des saulaies et peupleraies sauvages près des berges permettrait de « maintenir ou augmenter la capacité des territoires à castors » selon les auteurs. Ses besoins sont de mieux en mieux connus, au point qu'on a pu modéliser ses choix d'habitats (« patrons de sélection d’habitat ») selon que la colonie est en expansion pionnière (sans concurrence d'autres familles de castor) ou qu'elle est dans un environnement dont la capacité de charge et/ou d'occupation est atteinte ou presque atteinte, avec dans les deux cas des prédictions assez proches de la réalité. Selon ce modèle, le castor est limité dans son expansion par l'offre en rivière lui convenant (plutôt étroite et pas trop rapide), avec des buisson et/ou bois durs feuillus sur berge, sans pentes trop raides, avec une profondeur d’eau minimale près des berges et une certaine qualité de substrats (sédiment et sol de la rive).

#### L'étang

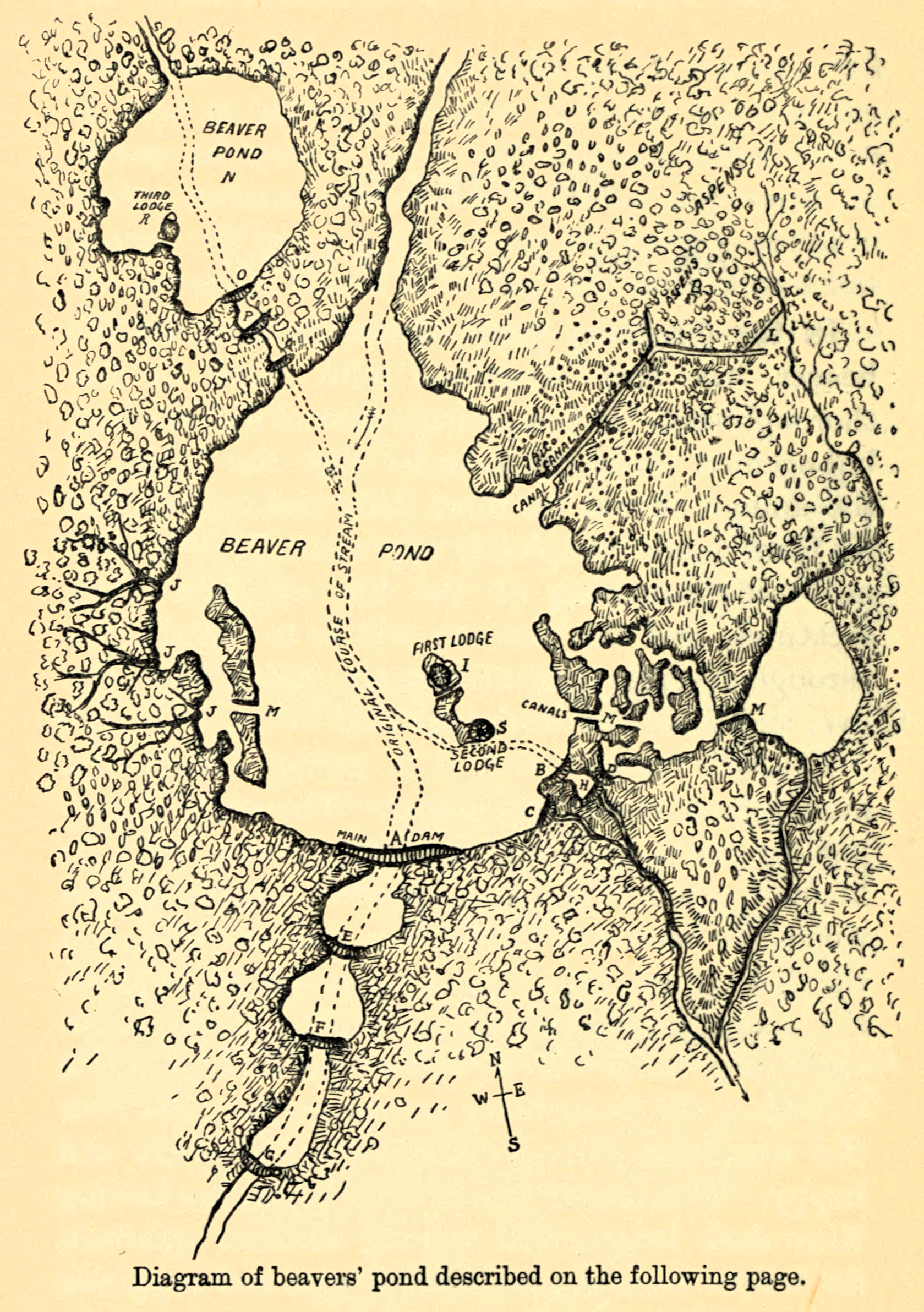
Schéma d'aménagement d'un étang de castors, comprenant barrages et hutte.

L'étang du castor est une zone dans laquelle il peut se déplacer presque en toute sécurité. Le castor n'est pas à l'aise sur terre, mais il doit malgré tout s'y rendre afin d'y chercher sa nourriture.
La mare à castor lui permet de se rendre à la nage sur les divers sites de son territoire. Elle lui permet également de ramener vers sa hutte les branches et le bois dont il mangera l'écorce et/ou qu'il utilisera pour la construction ou l'entretien de la hutte, du barrage ou comme provisions d'hiver (le castor se crée des réserves alimentaires constituées de branches plantées dans le sédiment, sous l'eau, souvent près de l'entrée de sa hutte en prévision des grands froids). Il y aura accès même sous une épaisse couche de glace. Il a besoin d'un minimum de 30 cm d'eau pour se déplacer aisément, et d'au moins 60 cm à l'endroit de l'entrée de son terrier ou de sa hutte.

#### La hutte
Le castor vit dans une hutte, qui est généralement appuyée à la berge. Elle est construite avec des branches de bois et de la terre. Cette hutte est en général composée d'une entrée et de deux chambres. L'accès s'y fait essentiellement sous l'eau, mais la chambre principale est sous terre. Afin de renouveler l'air et de sécher la litière qu'il y amène, le castor intègre à sa hutte des conduits d'aération.
Sur un même site, on trouve parfois plusieurs huttes de tailles différentes, et dont la fonction varie selon les périodes de l'année. En hiver, c'est la hutte la plus proche d'une zone d'abattage qui sera le plus souvent utilisée, tandis qu'au printemps, certaines huttes seront plus occupées lors de la reproduction. Les castors vivent en famille sur un territoire bien déterminé.
Une étude faite en Pologne dans deux régions de lacs où le castor a été réintroduit et où il avait depuis construit 27 barrages dans 17 sites, montre que la taille des huttes diffère significativement (p = 0,051) entre deux régions de lacs, étant plus grandes « dans les sites caractérisés par la rareté de l'eau ». Les castors ont construit des huttes immédiatement après leur installation dans 50 % des sites, tandis que dans les autres sites les huttes n’ont été construites qu'un à 8 ans plus tard, souvent à l’occasion de la naissance des premiers petits.

#### Le barrage
Le barrage peut atteindre plus de 75 mètres de long et plus de 1 mètre de haut. Le plus grand barrage découvert mesure 850 mètres de long, il se situe dans le Parc national Wood Buffalo, dans le nord de l'Alberta au Canada. Il construit ces barrages afin de retenir l'eau.

### Utilisation d'outils
Le castor peut défendre son territoire par marquage chimique (castoréum et glandes anales) mais également en agitant une branche pour faire chasser un castor intrus. Il présente ainsi un exemple d’utilisation d'outil par un animal.

### Reproduction
Le castor est monogame. Il reste fidèle à sa partenaire tout au long de sa vie. La maturité sexuelle arrive vers l'âge de trois ans, moment auquel les jeunes castors sont alors chassés de leur cellule familiale.
L'accouplement a lieu dans l'eau entre janvier et février/mars chez les deux espèces, après quoi la gestation dure un peu plus de cent jours. Une portée comporte généralement entre deux et quatre petits qui naissent avec une fourrure complète et les yeux ouverts, à l'intérieur de la hutte.

### Prédateurs du castor, dont humains
En Europe, depuis des centaines de milliers d'années, et jusqu'au haut Moyen Âge, le castor a eu de nombreux prédateurs sauvages. Ces prédateurs ont régressé de l'antiquité à nos jours, car pourchassés par l'Homme, mais le castor a aussi fait l'objet d'une chasse intensive, et il a continué à régresser alors que ses prédateurs naturels n'étaient plus, pas ou peu présents, ou au bord de l'extinction dans l'essentiel de leur aire naturelle de répartition, tel le loup, le lynx ou l'ours brun en Europe de l'Ouest.
Quelques indices paléontologiques laissent penser que l'Homme l'a beaucoup chassé, et au moins depuis la préhistoire. Et, jusqu'aux XIXe et XXe siècles les trappeurs en ont fait un piégeage intense en Russie et Sibérie, comme au Canada, pour sa fourrure. Le castor possède en outre de nombreux prédateurs naturels tels que le loup, le coyote, l'ours brun, et le lynx.

## Dynamique de population et dispersion spatiale
Des castors sauvages ont pu être étudiés au Canada et en Europe du Nord dans des zones peu anthropisées, ainsi que de jeunes populations de castors plus ou moins récemment réintroduits dans de très nombreux cours d'eau dans des dizaines de pays depuis un siècle environ.
Le castor est très territorial,, caractéristique qui contribue à une auto-régulation des populations.
La taille d'une population — si le milieu lui convient — augmente assez rapidement jusqu'à ce que le territoire disponible soit occupé (en 30 à 50 ans pour l'amont d'un cours d'eau en général). La population décline ensuite légèrement ou se stabilise (Hartman, 1995), en évoluant au gré des mortalités induites par des maladies, la prédation ou des accidents (crues brutales pouvant noyer de nombreux castors…).
Le schéma de dispersion spatiale et la vitesse de dispersion varient selon le contexte écopaysager,. Selon les données disponibles, le castor rechigne à s'éloigner de la rivière et peine donc à passer d'un bassin versant à l'autre, notamment en zone montagneuse. En plaine il peut utiliser les canaux de drainages et grands canaux de transport dans lesquels il se déplace plus facilement. Réintroduit sur la Loire en 1974, le Castor d’Europe (Castor fiber) a recolonisé la rivière selon une stratégie de dispersion en saut de mouton. Le taux de colonisation a été très élevé durant les cinq premières années, puis s’est rapidement ralenti pendant les vingt années suivantes.

## Rôle écologique particulier du castor
Le castor, à la fois « bûcheron », « hydraulicien », « terrassier » et « bioconstructeur » est un animal qui présente des caractéristiques particulières et inhabituelles d'aménageur de son écosystème.
En ouvrant à la lumière les ripisylves, les forêts galeries, et les fonds de vallées, et en inondant certains terrains, les familles de castors recréent et entretiennent des chapelets de zones humides s'alimentant gravitairement de l'amont vers l'aval. Ces milieux sont propices à l'épuration de l'eau (grâce notamment au pouvoir désinfectant des UV). Ils sont aussi facteurs d'hétérogénéisation et de complexification des cours d'eau et de leurs écotones, et au développement de la faune et de la flore (fleurs sauvages, insectes, batraciens, oiseaux, algues, poissons…). Ces barrages, s'ils sont assez nombreux et importants et si le fond est percolant (ceci ne vaut pas sur les rivières entamant un socle granitique) renforcent fortement l'alimentation des nappes phréatiques (Cf. Loi de Darcy) et favorisent une remontée du niveau de sources périphériques et une alimentation plus régulière des sources (moins d'à sec de ruisseaux en été, et débits d'étiage plus réguliers et importants). Si les ressources en écorce viennent à manquer localement, la famille de castors cherche un autre endroit où s'installer en aval ou en amont, laissant le temps aux arbres de repousser avant un nouveau retour. Si une famille disparaît (déplacement, prédation, maladie…), le barrage se dégrade rapidement entrainant une baisse du plan d'eau qui laisse un nouvel espace ensoleillé ouvert à la colonisation des plantes pionnières. Ces cycles sont favorables à l'entretien d'une biodiversité plus élevée que si le castor n'était pas présent et à un cycle biogéochimique plus complexe.
Toutes les essences autochtones européennes et nord-américaines d'arbres poussant dans les zones humides ont coévolué avec le castor : coupées par le castor, elles recèpent facilement et produiront des taillis et des racines qui continueront à stabiliser les berges, tout en laissant plus de lumière éclairer la zone du barrage. Dans leur milieu, les populations naturelles de castor ne font donc pas de dégâts dans l'écosystème forestier. Inversement, les arbres coupés par les castors récemment introduits en Amérique du Sud pour leur fourrure ne recèpent pas. Dans ce dernier cas, loin de son habitat naturel, le castor devient un déprédateur, avec des effets négatifs pour la biodiversité. Il pourrait même peut-être un jour y devenir invasif. C'est néanmoins une espèce qui sur les petits cours d'eau est très facile à piéger.
En régulant le débit des cours de l'eau de l'amont des grands cours d'eau, et en conservant des quantités importantes d'eau près du haut des bassins versants, il diminue également, et très efficacement, les risques de sécheresse en amont de ses barrages, et d'inondations en aval de ceux-ci, lors des crues. La réintroduction du castor du Canada dans l'Alberta, grâce aux petits barrages qu'il construit et entretient a permis de faire localement fortement reculer le risque d'incendie et le stress hydrique des arbres (facteur de maladies ou parasitoses). Dans 90 % des cas la présence d'eau s'est avérée liée aux castors, plus qu'aux variations locales de température et de précipitations.
On a noté qu'après l'extinction de plusieurs de ses populations en Amérique du Nord, la disparition de ses barrages a entrainé un important déficit estival en eau, puis des sécheresses et des feux de forêts, avec des inondations hivernales plus importantes. Ces conséquences ont entraîné la décision de le réintroduire dans plusieurs zones où les incendies ont effectivement été réduits par la réapparition des barrages.
Là où le castor est absent, en zone tropicale ou dans l'hémisphère sud tempéré ou froid, les crues emportent un grand nombre de gros arbres jusqu'aux lacs ou vers la mer où ces arbres pouvaient couler et créer un nouvel habitat pour de nombreuses espèces aquatiques. Ce bois mort immergé constitue une niche écologique spécifique,, et un abri pour les alevins ou juvéniles de nombreuses espèces.
Le Castor restructure la ripisylve en diminuant la hauteur de certains arbres qu'il coupe, mais introduit dans l'eau une grande quantité de bois-mort. Ce « bois coulé » s'est fortement raréfié à cause de l’exploitation des forêts et du nettoyage systématique des embâcles sur les cours d'eau navigués.
Certains indices (à confirmer) laissent penser qu'en Europe, là où le castor est revenu, les populations de rat musqué régressent ou ne progressent plus.
Les barrages de castors semblent globalement très favorables à la biodiversité et à de nombreuses espèces menacées des zones humides, même si — localement — ils peuvent aussi défavoriser certaines espèces (dont quelques-unes sont rares ou menacées). Ce pourrait être le cas, en amont de certains barrages, d'espèces inféodées à des zones de fort courant et/ou à des fonds de gravier propre comme le sont les mulettes (ou moules d'eau douce).
Cependant le castor fait spontanément ses barrages sur des zones où de la terre est disponible (car il en a besoin pour colmater les nombreux trous de ses barrages), zones qui sont justement propices aux apports de limons sur le fond et réputées non propices à ces moules. Sur les cours d’eau où les castors font des barrages (ils n’en font pas au travers des grandes rivières ou des grands fleuves ni en zone très rocheuse), un barrage situé en aval d'une forêt galerie favorise des accumulations automnales de feuilles mortes en amont du barrage. Ces feuilles nourrissent de nombreux invertébrés (copépodes et crustacés telles que les daphnies notamment, qui sont une des bases de la pyramide alimentaire) mais en couvrant le fond, elles défavorisent d'autres formes de vie inféodées aux zones de courant de fond et/ou de lumière. Il a été suggéré en Amérique du Nord que les grands barrages du castor canadien sont aussi des obstacles partiels à la migration d’espèces de poissons qui sont hôtes des moules d'eau douce. Sur la zone amont d'un barrage (et plusieurs barrages se succèdent parfois sur de courtes distances) certaines populations de moules peuvent donc régresser ou disparaître. Néanmoins divers indices fossiles montrent que durant trois interglaciaires, ces mulettes et les castors ont coexisté en Amérique du Nord, comme en Europe, mais peut-être pas aux mêmes endroits.
Pour toutes ces raisons, le castor est de plus en plus considéré comme un auxiliaire efficace de l'homme dans ses opérations de renaturation, de génie écologique et de gestion différenciée des berges, ou de manière générale pour une bonne gestion des cours d'eau et la restauration quantitative et qualitative de cette ressource, quand les questions de coexistence avec les agriculteurs ou sylviculteurs riverains ont été préparées et résolues. En termes de bilan global, la présence de castors semble avantageuse pour l'écosystème, et pour l'Homme. (La condition est de lui laisser un nombre suffisant d'arbres, tiges et branches à ronger). Les peupleraies ou les arbres qu'on souhaite conserver en lisière de cours d'eau peuvent être préservés par un simple grillage bas posé autour de l'arbre, ou quelques fils électrifiés. De plus, à la différence de la loutre, il est peu exigeant sur la qualité de l'eau et peut ainsi recoloniser certaines zones de qualité médiocre qu'il contribuera à écologiquement restaurer.

## Menaces (passées et présentes)
Les constructions des castors, et leurs inondations peuvent entraîner des dégâts aux constructions humaines, d'où risque de conflits.
Leur mode de vie et d'alimentation peut également entrer en conflit avec les pratiques sylvicoles (populicultures non protégées par une clôture ou des grillages en pied d'arbre) ou agricole (le castor ne dédaigne pas manger dans les champs quand ils sont cultivés près d'une berge).

### Pollution
Le castor semble bien résister aux polluants organiques. La qualité de l'eau ne constituerait pas un facteur limitant. Il semble cependant plus exposé à la pollution aux métaux lourds, tel le cadmium accumulé par les saules qui constituent son alimentation de base.

### Modification de l'habitat
L'habitat du castor a fortement été modifié en Europe (rectification du tracé des rivières, barrage, culture…).

### Chasse et piégeage
La chasse a été la première menace pour l'espèce. Ces animaux, faciles à piéger, ont été chassés depuis l'antiquité pour leur fourrure qui servait notamment à produire des chapeaux, leur chair et pour le castoréum, une substance huileuse sécrétée par des glandes sexuelles situées en dessous de la queue (assimilées à tort aux testicules). Cette chasse les a conduits à l'extinction sur une grande partie de leur aire naturelle de répartition avant même le milieu du XXe siècle.
Une fable d'Ésope évoque leur chasse et raconte comment un castor, ne pouvant plus échapper aux chasseurs qui le poursuivaient, se mutila pour éviter d'être pris.
Au Moyen Âge, le castor européen a été largement chassé pour sa chair, car les chrétiens étaient autorisés à en manger le vendredi, celle-ci étant assimilée à celle du poisson et non à de la viande, en raison de la vie aquatique de l'animal (Voir aussi carême). Il a aussi été chassé pour le castoréum.
Alors que le castor avait déjà presque disparu en Europe de l'Ouest, aux XVIIIe et XIXe siècles, la demande de fourrure se reporte vers le castor canadien qui est aussi chassé pour son castoréum par les trappeurs, au point qu'il a rapidement disparu d'une grande partie de l'Amérique du Nord. L'impact écologique de sa disparition a déclenché le lancement de programmes de réintroduction, qui lui ont permis de réintégrer certaines zones desquelles il avait disparu.
Bien qu'il soit un des symboles nationaux du Canada, le castor y est considéré dans plusieurs régions comme un animal localement envahissant. Après son retour ou sa réintroduction, il peut à nouveau inonder des zones, ce qui diminue le risque d'incendie de forêt, mais peut causer l'inondation de zones où l'on a entre-temps construit des routes ou planté des champs. On contrôle alors le niveau d'eau au moyen de siphons autoamorcés silencieux (car c'est à la fois le bruit de l'eau qui coule et la détection d'un courant de fuite, qui sont les stimuli déclenchant l'acte instinctif de construire ou colmater un barrage).
Le castor a longtemps été victime de la chasse par les trappeurs en Amérique du Nord.
Dans de nombreux pays, il pâtit de sa ressemblance avec le ragondin (aussi appelé myocastor) et avec le rat musqué, espèces invasives et considérées comme nuisibles car dégradant fortement les berges. Il est parfois aussi empoisonné par les appâts empoisonnés destinés à éliminer les rats musqués. Des mesures permettant de protéger les castors de ces appâts sont expérimentées.

## Mesures de protection et de réintroduction
Le castor est l'un des mammifères sauvages qui a fait le plus l'objet de réintroductions ou de translocations.
Le castor européen est aujourd'hui protégé par la Convention de Berne – Annexe 3. Il est aussi en cours de réintroduction ou de confortement de populations dans plusieurs pays d'Europe, dont en Suisse, Allemagne, Belgique, Pays-Bas. Il a été réintroduit dans toutes les régions françaises métropolitaines, sauf la région parisienne et le Nord-Pas-de-Calais.
Depuis les années 1980, une attention croissante est portée à la diversité génétique des populations européennes, issues d'un petit nombre d'individus, ce qui induit un risque important de dérive génétique et de problèmes de consanguinité. Certains castors ont été équipés de puces, d'étiquettes ou de radioémetteurs (externes ou internes) permettant de les suivre après leur réintroduction.

## Utilisation en médecine et en esthétique
Autrefois, le castoréum, qui a originellement une fonction d'imperméabilisant de pelage et de marquage de territoire, a été utilisé pour divers usages en médecine, en parfumerie, voire comme aphrodisiaque. La chimie organique permet aujourd'hui de produire un équivalent synthétique de cette huile, laquelle constituait une des six matières premières animales de la parfumerie.
Outre le castoréum, le castor a aussi donné son nom à l'huile de castor, qui n'est autre que l'huile de ricin.

## Symbolique

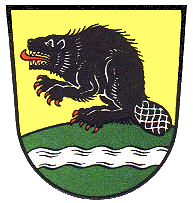
Le castor présent sur certains blasons est un symbole héraldique de l'acharnement au travail et de la construction.

Étant considéré comme « l'ingénieur de la nature » en raison de son ingéniosité, sa maîtrise des travaux hydrauliques, et ses constructions, il figure sur de nombreux blasons. Il figure notamment sur les armoiries de Bièvre, commune forestière belge dont le nom signifie Castor. Pour les mêmes raisons, il est la mascotte de plusieurs universités, comme le Massachusetts Institute of Technology, le California Institute of Technology, l'Oregon State University (États-Unis) ou la London School of Economics (Royaume-Uni).
C'est une espèce qui semble avoir la sympathie du public et des enfants. Il figure dans de nombreux dessins animés ou récents films d'animation, par exemple les castors Bell.

### Emblème

Blason de la ville d'Adelsdorf, en Bavière.

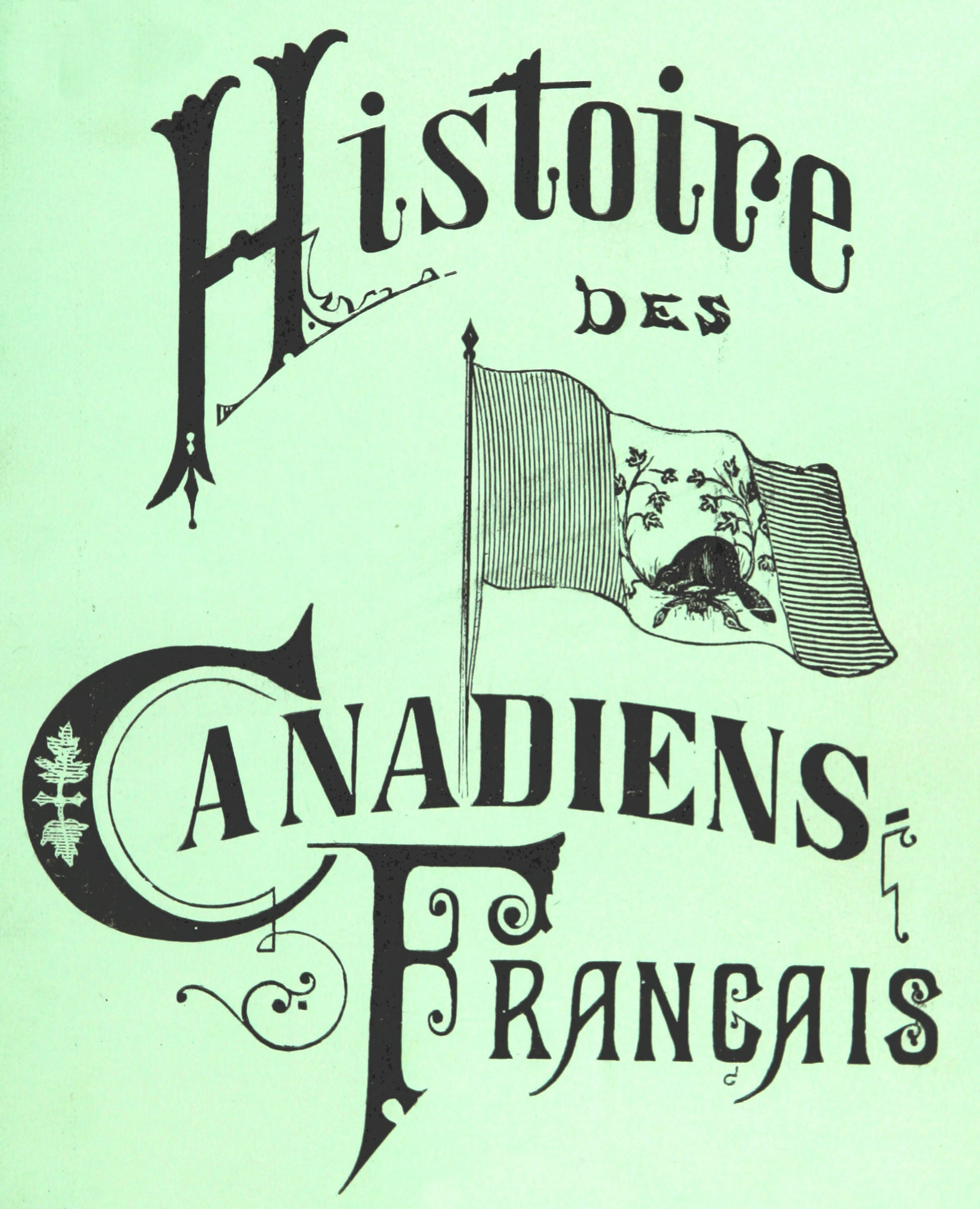
Le castor, emblème des Canadiens-français, apparaît sur le drapeau illustrant la couverture de lHistoire des Canadiens-Français de Benjamin Sulte.

Le castor du Canada est l'emblème officiel du Canada depuis le 24 mars 1975, par une « loi portant reconnaissance au castor (castor canadensis) comme symbole de la souveraineté du Canada » reçut la sanction royale. Notons que le castor faisait déjà partie de l’identité canadienne bien avant l'adoption de cette loi. Le castor est aussi un emblème des Canadiens-français, et on le retrouve même sur certaines versions du drapeau des Patriotes.
Il est aussi l'emblème de plusieurs États américains comme l'Oregon.
Le castor est aussi utilisé comme meuble héraldique dans diverses armoiries et blasons.

### Symbole du travailleur
Le castor est souvent pris pour représenter le bûcheron et, plus largement, le bricoleur ou le travailleur manuel en raison de sa capacité à construire des barrages en coupant des arbres. Ainsi les Castors Juniors des studios Disney forment une troupe scoute de petits débrouillards qui suivent leur Manuel des Castors Juniors contenant des astuces et des connaissances pratiques et curieuses sur la nature. De leur côté, Les castors est un mouvement d'autoconstruction qui fonctionne grâce à l'entraide en travail collectif, effectué pendant les heures de loisirs et les « Grands Travaux Castor » désignent les opérations de réfection en profondeur dans Paris, de la ligne C du RER d'Île-de-France. Castorama, une chaîne française de grande distribution de bricolage, doit aussi son nom à l'animal, de même que l'ancienne chaîne de quincaillerie québécoise Le Castor bricoleur. En littérature enfantine, par exemple, Bruno St-Aubin a publié Papa est un castor bricoleur, tandis que Lars Klinting (sv) met en scène des castors menuisiers, jardiniers ou pâtissiers dans ses albums.

## Étymologie

### En celtique
Les Gaulois le désignaient sous le nom de abankos. Ce terme pouvait signifier nain ou monstre marin.
On retrouve ce terme dans les langues celtiques contemporaines :
- gallois : afank ;
- irlandais : abhac ;
- breton : avank.

### En latin
Dans l'Empire romain, on désignait le castor par trois termes :
- fiber ;
- beber (équivalent celtique de fiber), qui semble à l'origine de l'appellation de l'animal dans les langues germaniques, avec, par exemple, beaver en anglais, bever en néerlandais ou Biber en allemand ;
- castor, que le français a conservé ainsi que les autres langues romanes (italien castoro, castillan, portugais, catalan et roumain castor) dérive du grec ancien κάστωρ / kastōr[44].

### Durant le Moyen Âge
L'ancien français utilisait le mot bievre (venant suppose-t-on de bebros, beber ou biber) pour désigner le castor, ce qui est à l'origine de nombreux toponymes : noms de nombreuses rivières dans diverses régions de France et de Belgique, comme par exemple, la Bièvre, le Beuvron, la Vèbre, le Vébron, la Beuvronne, etc., et noms de villes telles que Beuvry, Labeuvrière.Ce mot de bievre pourrait avoir un lien avec le mot bief.
Le terme a ensuite été supplanté par le mot castor en moyen français.

### Avant le latin
On a supposé au mot latin beber une racine indo-européenne issue du sanskrit babhrúh, qui signifie à la fois brun et mangouste.
L'explication la plus probable fait descendre le mot castor du mot sanskrit kasturi qui signifie musc. L'utilisation du castoréum en parfumerie était en effet connue par les Indo-Européens depuis l'Antiquité.
D'autres ont avancé l'hypothèse que castor proviendrait du mot grec kastôr (qui brille), surtout utilisé comme nom de personne. Cela serait lié à Castor, frère jumeau mythologique de Pollux et protecteur des femmes, le castoréum passant pour guérir les maladies de l'utérus.

## Le castor dans la toponymie

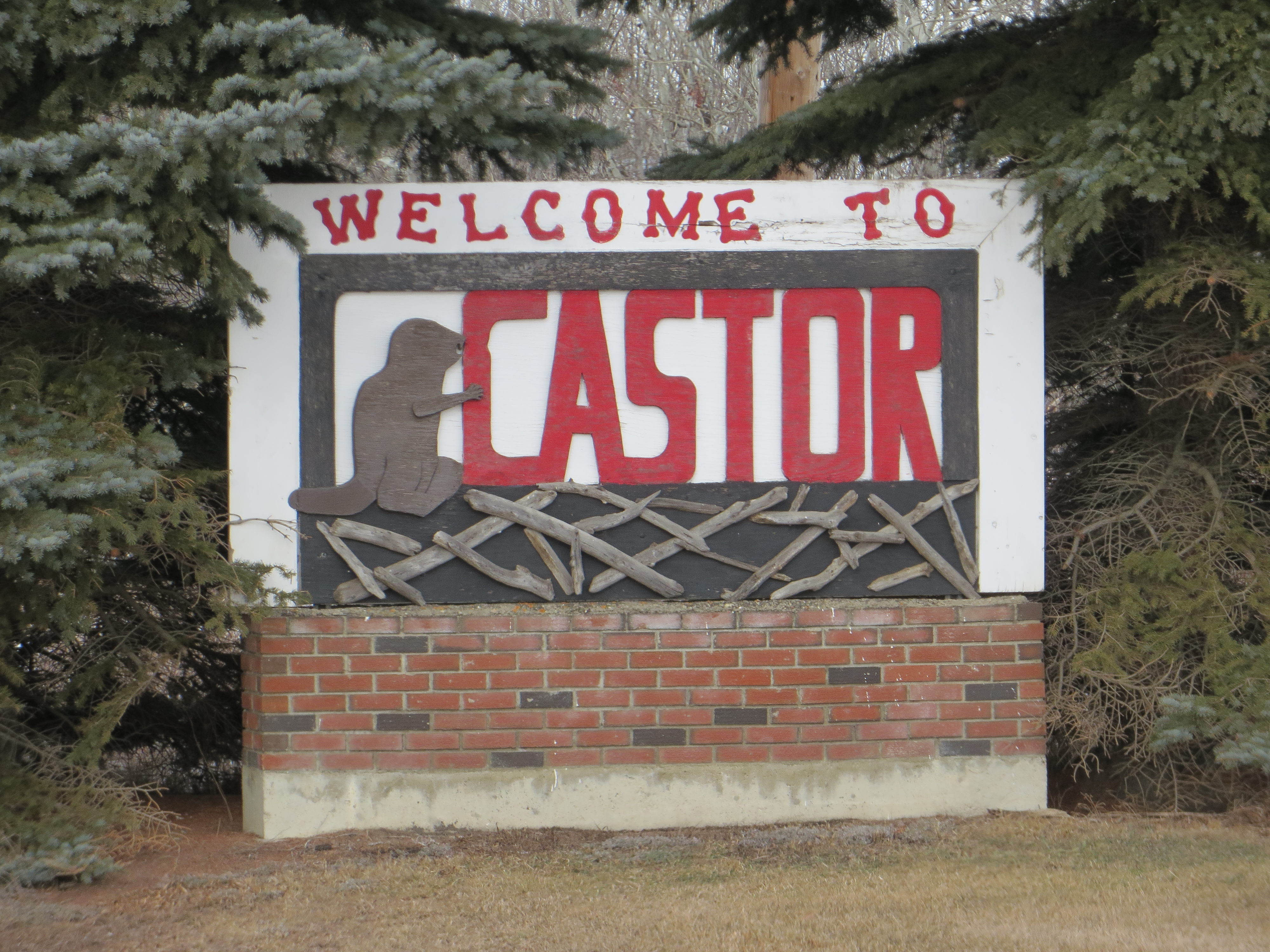
Municipalité de Castor en Alberta, Canada.

Les traces toponymiques laissées par les castors se retrouvent notamment :
- il y a des communautés nommés Castor en Alberta, en Louisiane, au Missouri, au Texas et en Virginie ;
- dans les noms de commune Bièvre en Belgique, Beuvry, Labeuvrière dans le nord de la France ;
- dans certains noms de forêt comme l'ancienne Forêt de Bièvre dans le Viennois (en Bas-Dauphiné) ;
- dans certains noms de vallées, par exemple la Vallée de la Bièvre défrichée entre le Moyen Âge et la révolution française (ancienne vallée glaciaire)[46] ou encore la vallée morte de Bièvre-Valloire (piedmont alpin)[47] ;
- dans certains noms de rivière ou de zones humides, avec par exemple la Bièvre ; seule rivière à s'être jetée dans la Seine en plein Paris, la « Bièvre vive » formant autrefois une série de biefs détournant l'eau de son lit d'origine[48] ;
- le lac aux Castors est un bassin artificiel aménagé en 1938 sur d'anciens marécages situé dans le parc du Mont-Royal à Montréal, au Québec. Il tire son nom du fait que d'anciens barrages de castors ont été découverts lors des travaux.

## Le castor dans la culture

### Littérature
- Père Castor est une collection de littérature jeunesse qui a également été adapté en dessin animé en France.
- La patrouille des Castors.
- Les Castors Juniors sont une troupe de scout de fiction créée par les studios Disney et apparus pour la première fois en février 1951 dans Castors Juniors à la rescousse !

### Cinéma
- Dans La Belle et le Clochard (1955), une des scènes se passe avec un castor (Mr. Busy the Beaver).
- En 1999 sort le film Grey Owl. Il raconte l'histoire d'un chasseur prénommé Archie, mais surnommé Grey Owl, qui a endossé le style de vie des Amérindiens, et qui au contact d'une Iroquoise surnommée Pony, abandonne la chasse pour se porter à la défense des castors. Deux jeunes castors sont les animaux de compagnie de Grey Owl et de Pony.
- Reilly le castor dans Les Rebelles de la forêt (2006).
- Mèche Blanche, les aventures du petit castor (2008).
- Le Complexe du castor (2011).
- Le Monde de Narnia : Le Lion, la Sorcière blanche et l'Armoire magique (2005)

### Télévision
- Dans les années 1970, la série animée Le Petit Castor fait son apparition à la télévision. Le personnage principal, un jeune castor, était connu pour son courage.
- Les Castors allumés est une série télévisée d'animation américaine diffusée sur Nickelodeon.
- Les Histoires du père Castor est une série télévisée d'animation française adaptée de la collection de littérature Père Castor.

### Jeu vidéo
- Timberborn est un jeu vidéo indépendant polonais dans lequel le joueur doit diriger une colonie de castors sapiens dans un monde où les humains ont disparu.

### Autres
- Le castor est représenté sur les pièces canadiennes de cinq cents.
- Le castor a été choisi comme mascotte officielle des Jeux olympiques de Montréal en 1976.
- La queue de castor est une pâtisserie populaire au Canada.
- Section des 5 à 7 ans chez Scouts Canada.
- Journée internationale du castor, célébrée le 7 avril[49].

#### Ouvrages
- Paul-Henry Plantain, Aux pays des castors, Stock, 1975.
- Maurice Blanchet, Jeanne Blanchet, Olivier Bodmer et Vincent Germond, Le castor et son royaume, Delachaux & Niestlé, 1994, 311 p. (ISBN 2603008722).
- Claude-Marie Vadrot, Le castor, Actes Sud, 2000 (ISBN 2742729666).
- Rémi Luglia, Vivre en castor. Histoires de cohabitations et de réconciliation, éditions Quae, 2024.
- Suzanne Husky et Baptiste Morizot, La Rivière ou la Vie. Alliance avec le peuple castor face au changement climatique, Actes Sud, 2024.
- Rémi Masson, Les mille vies du castor, Salamandre, 2024.

#### Articles
- (en) L. Wilsson, « Observations and experiments on the ethology of the European beaver (Castor fiber L.) », Vitrevy, no 8,‎ 1971, p. 115-266.
- G. Véron, « Histoire biogéographique du castor d’Europe, Castor fiber (Rodentia, Mammalia) », Mammalia, no 56 (1),‎ 1992, p. 87-108 (lire en ligne).
- (en) D. Gallant, C.H. Bérubé, E. Tremblay et L. Vasseur, « An extensive study of the foraging ecology of beavers (Castor canadensis) in relation to habitat quality », Canadian Journal of Zoology, no 82,‎ 2004, p. 922-933 (lire en ligne).
- (en) N. Rybczynski, « Woodcutting behavior in beavers (Castoridae, Rodentia): estimating ecological performance in a modern and a fossil taxon », Paleobiology, no 34 (3),‎ 2008, p. 389-402.
- Magazine La Hulotte n°85 et 87[évasif].

### Ressource radiophonique
- Jean-Noël Jeanneney, « L’homme et le castor : un dialogue heurté » [audio], émission Concordance des temps (58 min), France Culture, 5 octobre 2024.

### Vidéographie
- [vidéo] NatureAndDiscovery, « Les ruses du castor », sur YouTube.